# Steinbrüche an der Belvederer Allee
Die ehemaligen Steinbrüche an der Belvederer Allee in Weimar dienten dem Travertinaushub, darüber hinaus der im Weimarer Ortsteil Ehringsdorf.
Seit dem Mittelalter wurde im Bereich der Belvederer Allee und der Geschwister-Scholl-Straße und der Falkenburg Travertin gebrochen. Zur Goethezeit gab es im Bereich Ecke Berkaer Straße/Belvederer Allee den Tuffbruch vor den Thoren der Stadt und ein südlicher am sog. Panzerwäldchen an der Falkenburg. Die Baukonjunktur der Gründerzeit führte zu einem verstärkten Travertinabbau. Auch im Ilmpark selbst gab es Steinbrüche, deren Travertin gleich in die Parkgestaltung einbezogen wurde. Es betrifft u. a. die Parkhöhle. Auch im Bereich der Belvederer Allee wurden zahlreiche Villen unter Verwendung des Travertins erbaut. Das führte zu einer Lärm und Staubbelästigung und durch die Sprengungen in einer Stärke, sodass 1899 mit dem Hirsch der letzte Steinbruch geschlossen wurde. Bescheidener Abbau wurde wohl bis 1910 getrieben. Die Steinbrüche dienten auch dem Bau von Belvedere selbst.
Zur Goethezeit entstanden auf Bitten des halleschen Juristen und Geologen Christian Keferstein an Goethe Profilzeichnungen des Tuffbruch vor den Thoren der Stadt, der allerdings sehr abweisend gewesen sein soll. Doch Keferstein wandte sich in einem Brief an dessen Sohn August von Goethe, der zwischen dem 8. und 11. August 1823 tatsächlich diese anfertigte, die dann dessen Vater überarbeitete. Diese haben laut dem Geologen Walter Steiner noch heute wissenschaftlichen Wert. Das Schreiben Kefersteins an August von Goethe vom 7. August 1823 ist erhalten. Diese Tatsache wurde in einer August von Goethe betreffenden Monographie von 2023 nicht berücksichtigt.
Max Merker hat den Steinbruch in einem Ölgemälde festgehalten. Es ist im Besitz der Klassik Stiftung Weimar mit der Inventarnummer G 1088.
Die Steinbrüche sind indes längst verfüllt und überbaut.